# Micksiops
Micksiops is een geslacht van haften (Ephemeroptera) uit de familie Baetidae.

## Soorten
Het geslacht Micksiops omvat de volgende soorten:
- Micksiops bicaudatum